# Before the Flood (película)
Before the Flood (en Hispanoamérica, Antes que sea tarde) es una película documental de 2016 que trata sobre el cambio climático y es dirigida por Fisher Stevens. Ha sido producida en colaboración de Stevens, Leonardo DiCaprio, James Packer, Brett Ratner, Trevor Davidoski, Jennifer Davisson Killoran y Martin Scorsese como productor ejecutivo.
Fue revelada por DiCaprio el 9 de septiembre en el Festival Internacional de Cine de Toronto y fue estrenada el 30 de octubre del 2016 en el canal de televisión National Geographic Channel.
Como parte del compromiso de National Geographic, han creado un documental del cambio climático este, ha sido puesto totalmente disponible y de forma gratuita.

## Antecedentes
El actor y activista ganador de la Academia Leonardo DiCaprio es bien conocido por su dedicación al medio ambiente a escala global. Como Presidente de la Fundación Leonardo DiCaprio (LDF), trabaja para proteger la biodiversidad, implementar la conservación de los océanos y los bosques y educar al mundo sobre el cambio climático. Además, ha producido numerosos proyectos creativos temáticos ambientales y documentales para aumentar la conciencia y encender el cambio. En septiembre de 2014, DiCaprio fue designado Mensajero de las Naciones Unidas para la Paz con un enfoque específico en el cambio climático. Ese mismo mes, DiCaprio fue honrado con el Premio Ciudadano Global de Clinton, participó en la marcha climática más grande de la historia en la Ciudad de Nueva York y abordó de forma decidida la Cumbre de la ONU. En enero de 2016, DiCaprio fue galardonado con el premio Crystal Award por el Foro Económico Mundial de Davos por su labor de llamar la atención mundial a la urgente necesidad de abordar el cambio climático. Leonardo también es miembro de las juntas del World Wildlife Fund, del Consejo de Defensa de los Recursos Naturales, de los Mares Prístinos de National Geographic, de los fondos colaborativos Oceans 5 y del Fondo Internacional para el Bienestar de los Animales.
"Before The Flood es el producto de un increíble viaje de tres años que tuvo lugar con mi co-creador y director Fisher Stevens. Nos fuimos a todos los rincones del mundo para documentar los impactos devastadores del cambio climático y cuestionó la capacidad de la humanidad para revertir lo que puede ser el problema más catastrófico que ha enfrentado la humanidad. Tenía mucho que asumir. Todo lo que presenciamos en este viaje nos muestra que el clima de nuestro mundo está increíblemente interconectado y que está en un punto de ruptura urgente (...)
Queríamos crear una película que diera a las personas un sentido de urgencia, que les hiciera entender qué cosas particulares van a resolver este problema.  Abordamos la cuestión de un impuesto sobre el carbono, por ejemplo, que no he visto en muchos documentales. Básicamente, influir en una economía capitalista para intentar invertir en energías renovables, para sacar menos dinero y subsidios de las compañías petroleras. Estas son las cosas que realmente van a hacer una gran diferencia. (...) Necesitamos usar nuestro voto (...) No podemos permitirnos tener líderes políticos por ahí que no crean en la ciencia moderna o el método científico o las verdades empíricas (...) No podemos permitirnos perder tiempo teniendo gente en el poder que elija  creer en el 2 por ciento de la comunidad científica que es comprada básicamente por los grupos de presión y las compañías petroleras." 

## Reparto
Junto con Leonardo DiCaprio, en el documental aparecen personajes representativos como  Barack Obama, el Papa Francisco, Sunita Narain, John Kerry, Elon Musk, Alejandro Iñarritu, Piers Sellers y Johan Rockström.

## Música
Tres compositores ganadores del Oscar, Gustavo Santaolalla, Trent Reznor y Atticus Ross, se juntaron con los miembros de la banda escocesa Mogwai para hacer la música de Before The Flood.